# Szevasztopol (hadihajó)
A Szevasztopol (oroszul: Севастополь) orosz pre-dreadnought csatahajó, a Petropavlovszk osztály három egységének egyike volt, amelyet az 1890-es években építettek az Orosz Cári Haditengerészet (Российский императорский флот) számára. 1895-ben kezdték és 1899-ben fejezték be építését, szolgálatba 1900-ban állt. Testvérhajói a Petropavlovszk és a Poltava voltak.
Nevét Szevasztopol 1854–1855-ös ostromáról – amelyet a krími háborúban vívtak – kapta.
A Szevasztopol vízkiszorítása 11 854 tonna volt, 112,5 méter hosszú volt, 4 x 305 mm L/40 ágyúból álló fő fegyverzettel rendelkezett, ezeket az orosz Obuhov művek készítette. A 305 mm L/40 löveg tömege 42,834 tonna, hossza 12,192 méter.
1904–1905-ben részt vett az orosz–japán háborúban. Jelentős szerepet játszott a sárga-tengeri csatában. Port Arthur erődítményének kapitulációja során a Szevasztopol-t az oroszok elsüllyesztették, hogy ne kerülhessen japán kézre, a csatahajó jelenleg is (2018) a kikötő bejáratánál található a vízfenékre süllyedve.

## Galéria

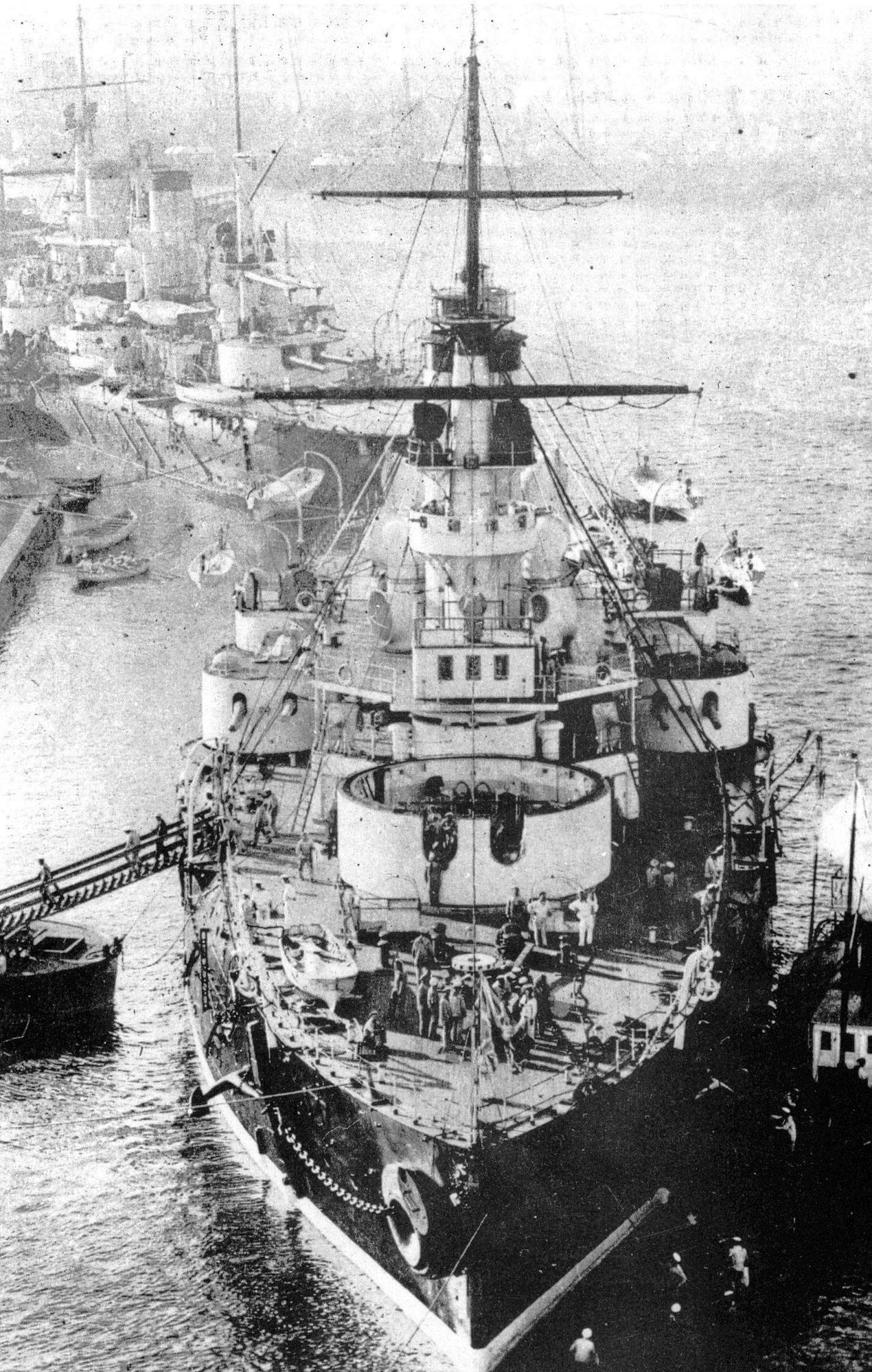
A Poltava és a Szevasztopol orosz csatahajók 1899-ben Kronstadtban.
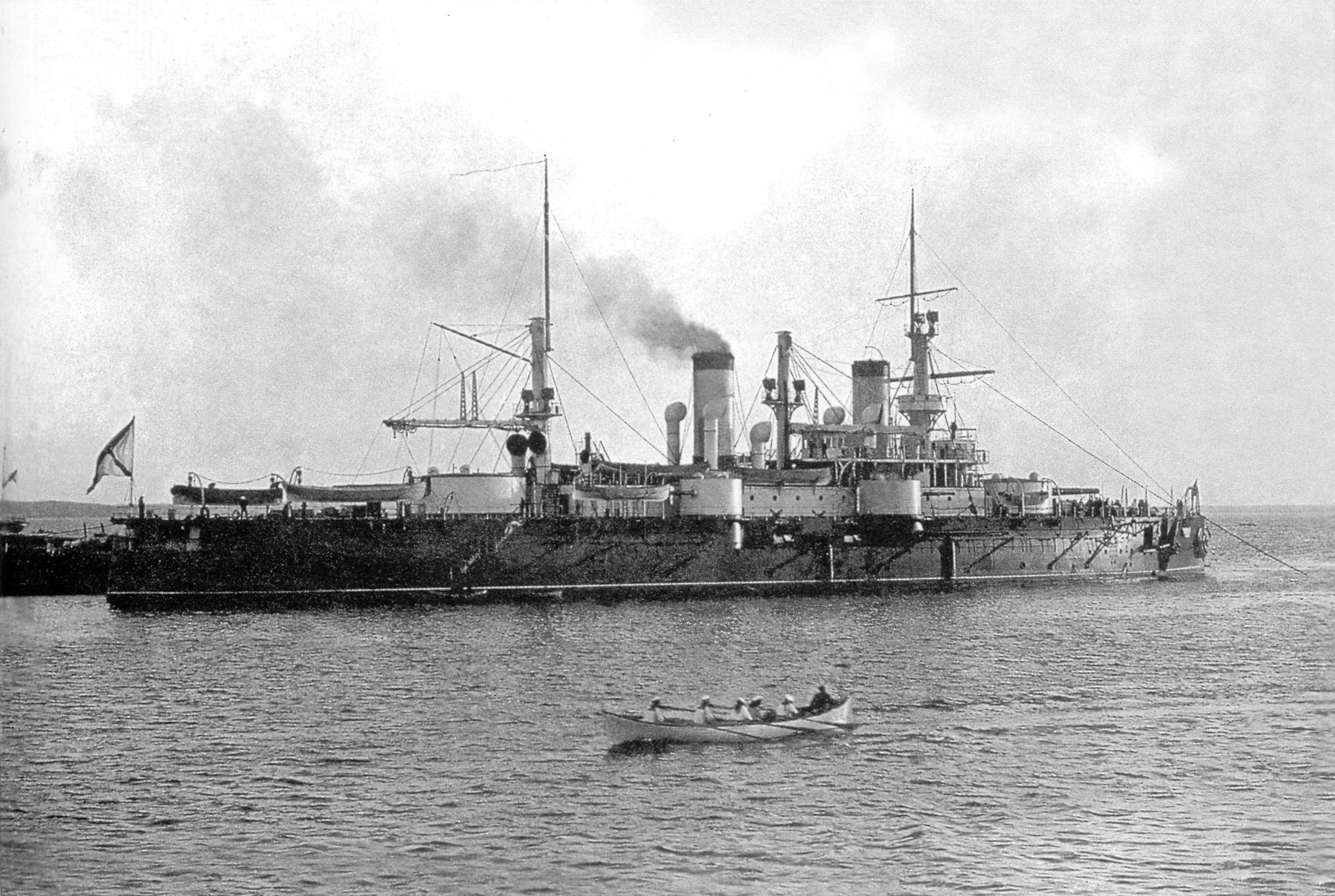
A Szevasztopol orosz csatahajó 1900-ban, a kronstadti kikötőben.
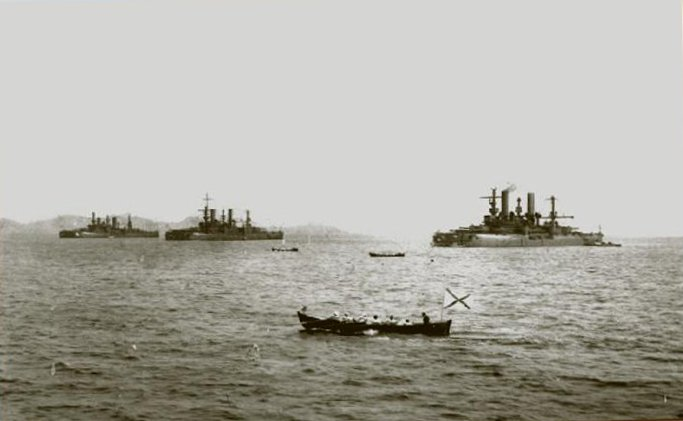
Az orosz Petropavloszk osztály csatahajói 1904-ben, a Petropavlovszk, középen Szevasztopol, a jobb szélen pedig a Poltava.
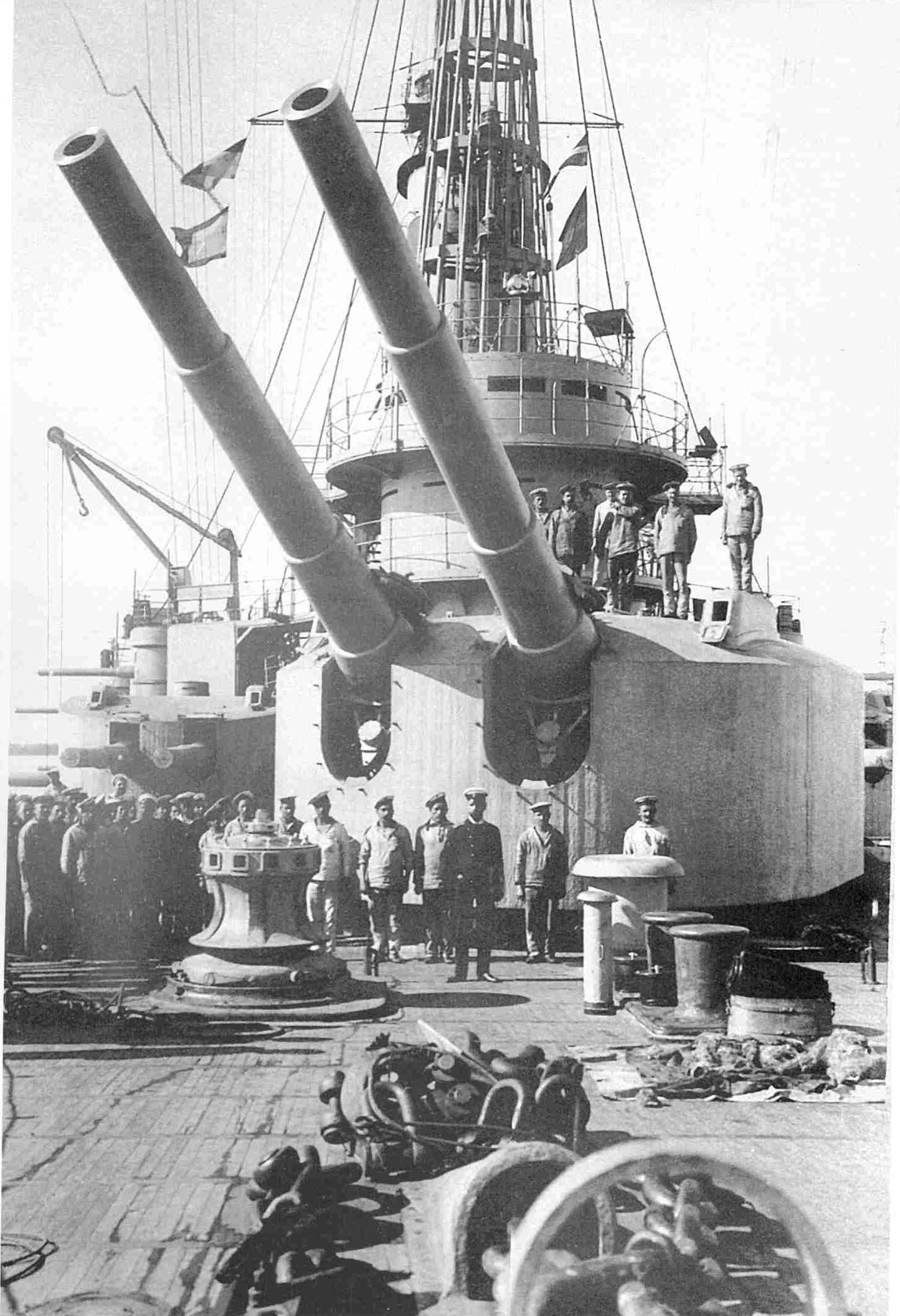
Az Andrej Pervozvannij orosz csatahajó első, 305 mm L/40 kaliberű, kétágyús lövegtornya. Ehhez hasonló lövegekkel volt felszerelve a Szevasztopol csatahajó is.